# II liga polska w hokeju na lodzie (1955/1956)
II liga polska w hokeju na lodzie w sezonie 1955/1956 została rozegrana na przełomie 1955 oraz 1956 roku i była pierwszą edycją drugiego poziomu ligowego hokeja na lodzie w Polsce. 
Mistrzem premierowej edycji został CWKS Bydgoszcz, który wraz z wicemistrzem KTH Krynica uzyskał awans do I ligi sezonu 1956/1957.

## Historia
Pomysłodawcą, a następnie organizatorem rywalizacji był Polski Związek Hokeja na Lodzie. W 1955 władze PZHL podjęły decyzję o gruntownej reformie systemu rozgrywek w ramach Mistrzostw Polski, poprzez utworzenie systemu ligowego I i II szczebla. Pierwszy z nich stanowiła I liga, zwyczajowo nazywana Ekstraklasą, zaś kolejnym była II liga. Rywalizację w nowej formule zainaugurowano w sezonie 1955/1956 w 8-zespołowej Ekstraklasie i 8-drużynowej II lidze.
Rywalizacja była prowadzona wyłącznie klasycznym systemem ligowym (tj. "każdy z każdym mecz i rewanż"), bez fazy play-off. 

## Wyniki
Przewidziano dwie rundy. Pierwsza została zaplanowana od 18 grudnia 1955 do 22 stycznia 1956.
- I kolejka – 18 grudnia 1955:
  - Marymont Warszawa – KTH Krynica
  - AZS Warszawa – AZS Stalinogród
  - Unia Wyry – Sparta Cieszyn
  - Włókniarz Zgierz – CWKS Bydgoszcz

## Tabela
Tabela pod koniec rozgrywek (nie ostateczna).
| Lp. | Zespół            | M  | Pkt | W  | R | P  | G + | G - | +/- |
| --- | ----------------- | -- | --- | -- | - | -- | --- | --- | --- |
| 1   | CWKS Bydgoszcz    | 11 | 21  | 10 | 1 | 0  | 101 | 28  | +73 |
| 2   | KTH Krynica       | 12 | 21  | 10 | 1 | 1  | 92  | 32  | +60 |
| 3   | Fortuna Wyry      | 14 | 13  | 6  | 1 | 7  | 75  | 72  | +3  |
| 4   | AZS Stalinogród   | 11 | 12  | 6  | 0 | 5  | 60  | 82  | -22 |
| 5   | Piast Cieszyn     | 12 | 11  | 5  | 1 | 6  | 79  | 53  | +26 |
| 6   | AZS Warszawa      | 12 | 10  | 5  | 0 | 7  | 50  | 59  | -9  |
| 7   | Włókniarz Zgierz  | 11 | 4   | 2  | 0 | 9  | 34  | 111 | -77 |
| 8   | Marymont Warszawa | 12 | 2   | 1  | 0 | 11 | 36  | 90  | -54 |

- = awans do I ligi
- = spadek do III ligi